# Нюркине урочище
Нюркине урочище — заповідне урочище місцевого значення. Об'єкт розташований на території Бобринецького району Кіровоградської області, поблизу с. Куйбишеве.
Площа — 20 га, статус отриманий у 2010 році.